# اشلی استیسی
اشلی استیسی (انگلیسی: Ashley Steacy؛ زادهٔ ۲۸ ژوئن ۱۹۸۷) بازیکن راگبی ۷ نفره زن اهل کانادا است.
وی در مسابقات کشوری و بین‌المللی در مجموع برندهٔ ۱ مدال طلا، ۱ مدال نقره، ۱ مدال برنز شده‌است.